# Hautfarbe

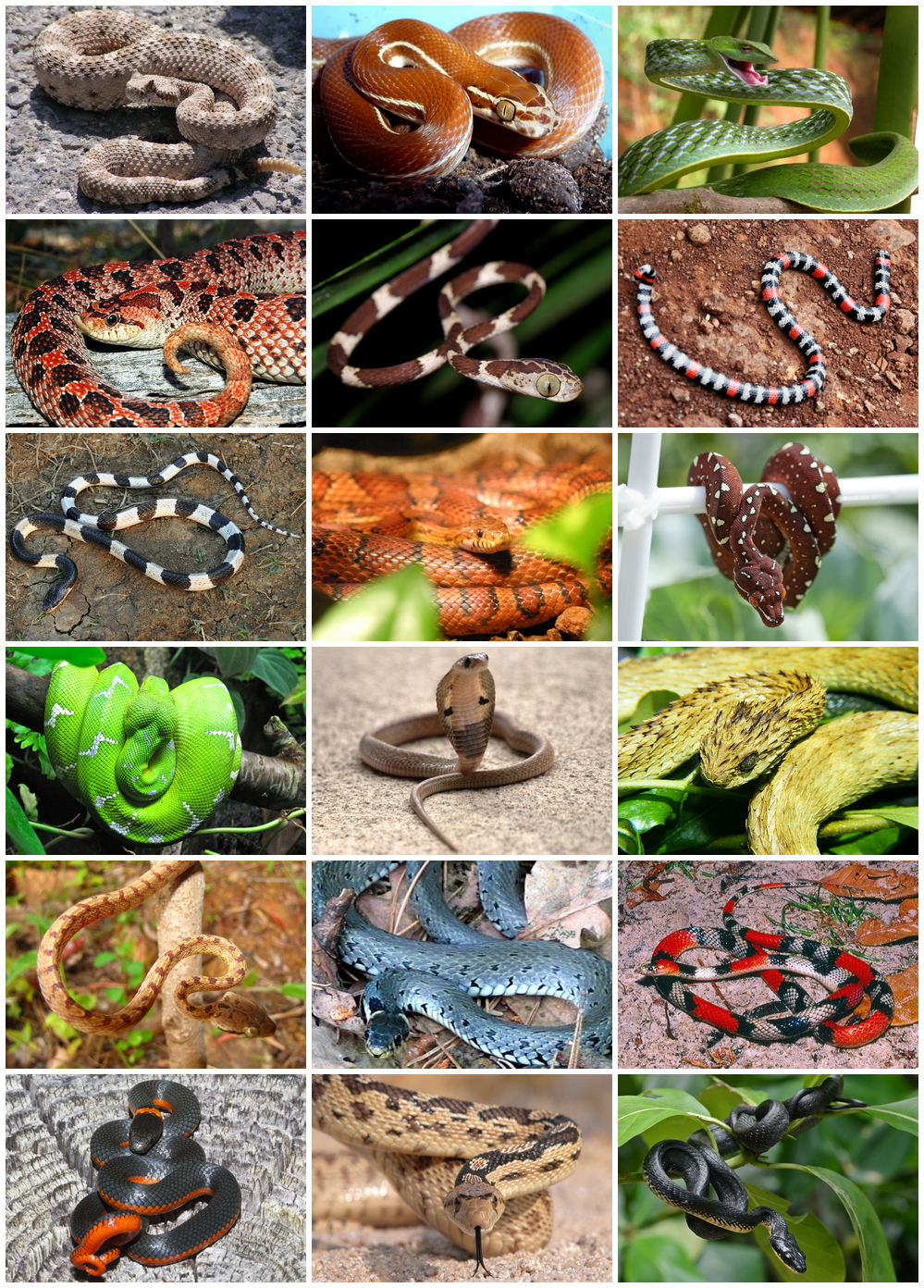
Farbspektrum von Schlangen

Die Hautfarbe (auch Teint) ist ein körperliches Merkmal, das vor allem durch die Pigmentierung der Haut und die Struktur der Blutgefäße bestimmt wird. Bei einigen Lebewesen, insbesondere bei unbehaarten und unbefiederten, dient die Hautfarbe der Tarnung oder für Signale, etwa als Warnsignal giftiger Tiere oder beim Balzverhalten.

## Hautfarben im Tierreich

### Allgemeines
Zu den Tieren, die eine Haut besitzen, gehören unter anderem Weichtiere, Amphibien, Reptilien, Vögel und Säugetiere. Dagegen besitzen zum Beispiel Insekten keine Haut, sondern einen Chitinpanzer.
Bei den Weichtieren, Amphibien und Reptilien ist die Vielfalt der Hautfarben am größten. Bei Vögeln ist die Haut zumeist vom Gefieder verdeckt. Im Bereich des Kopfs und Halses weisen manche Vögel jedoch auffällige Hautfarben auf. Das gilt beispielsweise für Truthühner und Kasuare. Bei Säugetieren findet man vorherrschend Pigmente aus der Palette Weiß-Gelb-Rot-Braun-Grau-Schwarz, während etwa Grün-, Blau- und Violett-Pigmente nicht vorkommen.
Die Hautfarbe eines Tieres kann an verschiedenen Stellen unterschiedlich sein (sog. Zeichnungen aufweisen) oder auch nahezu über den gesamten Körper einheitlich sein. Sie kann sich auch zeitlich verändern.

### Änderungen der Hautfarbe
Der Geschwindigkeit nach können vier Typen der Farbänderung unterschieden werden:
1. Einige Tiere können ihre Hautfarbe rasch und sogar einseitig verändern, etwa Chamäleons oder Kraken. Die Veränderung erfolgt durch Bewegung von Pigmentzellen aufgrund nervöser Reize und kann sowohl der Tarnung dienen wie Affektionen ausdrücken.
2. Eine andere Farbänderung wird durch eine Änderung der peripheren Durchblutung erzeugt, dies kann nervös oder hormonell gesteuert sein, z. B. ein roter Kopf oder rotgefärbte Schwellungen mancher paarungsbereiter Affen.
3. Weitere Möglichkeiten stellen langsame Veränderungen dar, etwa durch Veränderungen von Pigmentierungen infolge Sonneneinwirkung. Dabei kann es sich um metabolische Leistungen als Reaktion auf Umwelteinflüsse handeln.
4. Andere Tiere besitzen eine festgelegte Färbung, die sich allenfalls saisonal oder mit dem Alter verändert.

## Hautfarbe beim Menschen

### Ursachen für die Hautfarbe

#### Pigmentierung

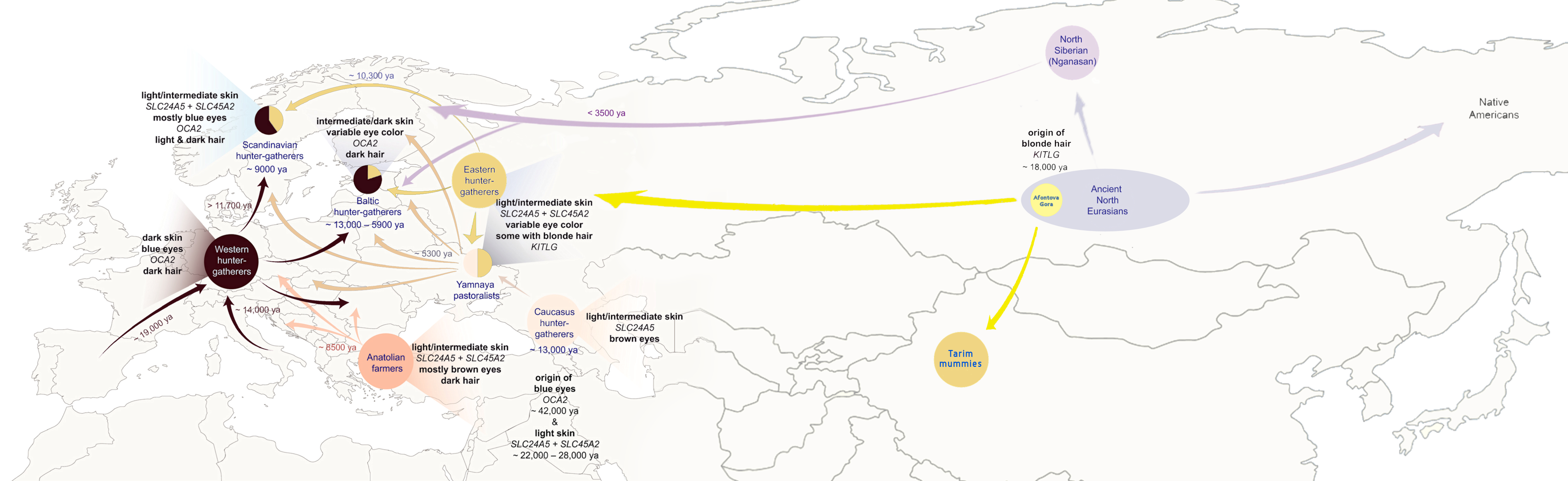
Archäogenetische Analyse der menschlichen Hautpigmentierung in Europa (mit geografischer Ausdehnung Asien)

Verschiedene Pigmente haben eine Auswirkung auf die Hautfarbe. Besonders ausschlaggebend bei Säugetieren ist die Menge des vorhandenen Melanins. Der Anteil an Melanin in der Haut ist genetisch bedingt. Melanin wird aber innerhalb einer gewissen Bandbreite auch durch Sonnenbestrahlung (Ultraviolettstrahlung) vermehrt gebildet. Es tritt in zwei Varianten auf: Zum einen gibt es das Eumelanin, ein braunes bis schwarzes Pigment, zum anderen das Phäomelanin, ein rotes bis gelbes Pigment. Das Eumelanin bestimmt somit die Helligkeit der Haut. Der Anteil an Phäomelanin erzeugt dann insbesondere bei heller Haut einen rötlichen oder gelblichen Unterton. Rote Haare (Rutilismus) sind oft ein Indiz dafür, dass wesentlich mehr Phäomelanin als Eumelanin gebildet wird. Ein hereditärer Mangel zur Bildung von Pigmenten oder bestimmter Pigmente ist Albinismus, davon betroffenes Tier wird als Albino bezeichnet.

#### Blutgefäße
Als zweiter farbbeeinflussender Faktor bei heller Haut wird die Rötlichkeit der menschlichen Haut durch die Blutgefäße bestimmt, die unter der Haut liegen. Diese können sich kurzzeitig verengen und erweitern, was zu Erblassen oder Erröten führt.

#### Körperregion

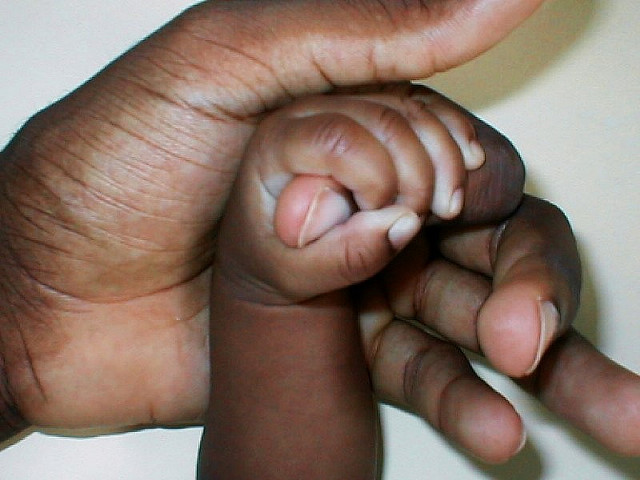
Vater und Sohn: Die melaninarme Innenfläche einer Hand ist deutlich heller als die eigentliche Hautfarbe.

Die Hautfarbe ist nicht überall am Körper gleich: Die Handflächen und Fußsohlen sind melaninarm und deshalb heller und/oder rötlicher als die übrige Haut. Die Lippen sind wie die Schleimhäute von roter Farbe, bei starker Pigmentierung aber oft sehr dunkel. Auch die Haut der Fingerkuppen, Knöchel, Ohren und der Nase ist oft etwas rötlicher, da hier mehr Blutgefäße dicht unter der Oberfläche liegen. Im Bereich der Brustwarzen und der Geschlechtsorgane ist die Haut durch einen erhöhten Melaninanteil dunkler.

#### Geschlecht
Auch das Geschlecht hat Auswirkungen auf die Hautfarbe. Frauen haben im Schnitt eine drei bis vier Prozent hellere Haut als Männer.

#### Genetik
Das Genom eines Menschen hat erhebliche Auswirkungen auf die Hautfarbe, daraus resultiert die unterschiedliche Hautfarbenverteilung in verschiedenen Ethnien. So haben die Dinka im Südsudan beispielsweise die dunkelste Hautfarbe aller Ethnien, während die gleichfalls in Afrika lebenden San eine vergleichsweise helle („beige“) Hautfarbe besitzen.
Albinismus hat als Defekt eines der beteiligten Gene das Vorhandensein keines oder einer sehr geringen Menge an Melanin zur Folge, wodurch die betroffenen Individuen weiße oder hellere Haut und Haare erhalten. Im Unterschied dazu führt Leuzismus dazu, dass die Melanozyten fehlen, wodurch die betroffenen Individuen weiße oder helle gefleckte Haut und Haare erhalten. Beim Menschen ist teilweiser Leuzismus bekannt, der als Piebaldismus bezeichnet wird.
Die helle Haut von Europäern und Asiaten entsteht überwiegend durch Albinismus vom Typ OCA2 und OCA4. An der Vererbung der Hautfarbe ist eine Vielzahl von Genen beteiligt, was daran erkennbar ist, dass die Vererbung der Hautfarbe nicht klar den Mendel’schen Gesetzmäßigkeiten folgt. Die Mehrzahl der für die Hautfarbe verantwortlichen Gene ist weitgehend noch nicht identifiziert.

### Bedeutung der Pigmentierung
Dunkle Haut hat einige Vorteile gegenüber heller Haut. Dunkle Haut ist ein Schutz gegen das Eindringen von UV-Strahlen. So wird bei mangelnder Pigmentierung das wichtige Vitamin B (Folsäure) durch UV-A-Strahlung zerstört, wodurch es zu Fehlbildungen beim Nachwuchs kommen kann, wenn sich die Mutter in der Zeit ihrer Schwangerschaft zu stark UV-Strahlen ausgesetzt hat. Die häufigste Fehlbildung beim Baby ist die Spina bifida („offener Rücken“). Außerdem wirkt sich ein Folsäuremangel negativ auf die Spermienproduktion aus. Somit haben meist nur Menschen mit einem tendenziell niedrigen Melaninanteil einen Mangel an Folsäure, dem in der Schwangerschaft durch zusätzliche Folsäurepräparate entgegengewirkt werden kann. Pigmentierung hat außerdem den Vorteil, dass mit dem Sonnenlicht einfallendes UV-Licht bereits in den obersten, abgestorbenen Hautzellen absorbiert wird und damit nicht in tiefere Schichten eindringen kann, wo es mutagene und kanzerogene Wirkungen entfalten kann.
Auf der anderen Seite bringt Pigmentierung den Nachteil, dass infolge der Absorption von UV-Licht in der obersten, überwiegend toten Hautschicht weniger UV-Strahlung in tiefere Schichten dringt, welche durch lebende Zellen zur Produktion von Cholecalciferol (Vitamin D) genutzt werden kann. Infolgedessen sollte eine angepasste Pigmentierung eine Optimierung entsprechend der tatsächlich verfügbaren UV-Menge darstellen. Dem folgt die globale Verteilung der Hautfarbe auf genetischer Basis, aber auch die Verwendung von UV-Blockern im Sonnenschutz sowie (entgegengerichtet) das Sonnenbad.
Des Weiteren erleichtert eine helle Haut das Auffinden von Parasiten, da viele der Ektoparasiten Gliederfüßer sind und dunkles Sklerotin zur erhöhten Festigkeit im Chitin ihrer Cuticula eingelagert haben. Dieser Vorteil gilt natürlich nur, soweit überhaupt (soziale) Fellpflege stattfindet.

### Methoden zur Klassifizierung menschlicher Hautfarben

Einteilung von Hautfarben nach der Von-Luschan-Skala

Zu Beginn des 20. Jahrhunderts war die von dem Anthropologen Felix von Luschan (1854–1924) entwickelte Von-Luschan-Skala eine der gängigsten Methoden, um Hautfarben zu klassifizieren. Die Skala besteht aus 36 nummerierten Keramikscheiben, deren Farbe mit der zu klassifizierenden Haut verglichen wurden. Da sich die Haut eines Menschen an mehr und weniger lichtexponierten Stellen in ihrer Farbe deutlich unterscheiden kann, war es erforderlich, eine „möglichst wenig lichtexponierte“ Hautstelle mit den Keramikscheiben zu vergleichen. In der Praxis erwies sich die Technik als ungenau und es kam durch verschiedene Anthropologen zu unterschiedlichen Messergebnissen. 1911 lehnte Luschan selbst die Hautfarbe als „rassisches“ Merkmal ab. Die sehr differenzierte Skala hat heute eine historische Bedeutung.
Eine neuere Einteilung Hauttypen nach Fitzpatrick stammt aus dem Jahr 1975. Die weiterentwickelte Klassifizierung nennt die Hauttypen von I bis VI.
Zuverlässiger lässt sich die Hautfarbe mit einem Messgerät wie einem Colorimeter oder Spektralfotometer bestimmen und auf Basis der Messwerte kategorisieren. Der Hautfarbton wird dabei in einem der gängigen Farbräume Lab, XYZ oder RGB bestimmt.

### Evolution der Hautfarben beim Menschen

Weltweite Verteilung der menschlichen Hautfarben indigener Populationen

Im Rahmen der Evolutionstheorie stellt sich die Frage nach den Ursachen für unterschiedliche Hautfarben innerhalb und zwischen Populationen, bei Menschen insbesondere zwischen ethnischen Gruppen.
Der Darwinismus geht davon aus, dass die relative Häufigkeit bestimmter Ausprägungen bezüglich eines erblichen Merkmals innerhalb einer Population dann gegenüber anderen Ausprägungen desselben Merkmals zunimmt, wenn diese Merkmalsausprägungen einen Selektionsvorteil haben, das heißt, dass die Träger der bestimmenden Erbanlagen einen höheren Reproduktionserfolg haben.
Die am weitesten verbreitete Annahme war, dass der dunkle, afrikanische Hautton den ursprünglichen Hautton dargestellt und die helleren europäischen und asiatischen Hauttöne seien unabhängig voneinander später entstanden. Doch genetische Untersuchungen kritisieren diese Annahme. Laut einer Studie der Universität von Pennsylvania im Jahr 2017 sind die Gene für die verschiedenen Hauttöne schon vor dem modernen Menschen selbst entstanden.
Teilweise korreliert die Hautfarbe mit der geographischen Region in der Weise, dass die Pigmentierung umso stärker ist, je höher die UV-Strahlung ist. Im Jahr 2000 stellten Nina Jablonski und George Chaplin eine Theorie auf, die sich insbesondere auf die Vor- und Nachteile eines hohen beziehungsweise niedrigen Melaninspiegels beruft. Jablonski und Chaplin folgerten, möglicherweise seien im Zuge der Evolution nicht helle aus dunklen Hautfarben hervorgegangen, sondern helle und dunkle Hautfarben als Extremstufen der Anpassung aus einem eher ocker-farbigen Ausgangston ähnlich dem der San-Völker im heutigen südlichen Afrika.

#### Hypothese der Entstehung durch selektive Anpassung an Lichtverhältnisse
Nach dieser Hypothese werden als entscheidende Ursache für die Entwicklung der regional abweichenden Hautfarben Selektionsvorteile in der jeweiligen Region angenommen. Die Adaptation an die Lichtverhältnisse und UV-Strahlung in der jeweiligen Region ist der angenommene Mechanismus.
Melanin schützt Haut vor der Ultraviolettstrahlung der Sonne. Das Melanin unterbindet die erbgutschädigende Wirkung, insbesondere der UV-B-Strahlung. Insofern ist ein hoher Melaninanteil in Regionen mit starker Sonneneinstrahlung ein Vorteil, in Regionen mit niedriger Sonneneinstrahlung dagegen aber nicht unbedingt im selben Maße erforderlich. Allerdings trifft diese Funktion im Wesentlichen nur auf das Eumelanin zu und nicht auf das Phäomelanin, welches keine nennenswerten UV-protektiven Eigenschaften besitzt.
Der zweite Nutzen des Melanins ist, dass im Blut zirkulierende Folsäure vor der Ultraviolettstrahlung geschützt wird. Ohne diesen Schutz würde sie schnell abgebaut. Folsäure ist wichtig für die Entwicklung des jungen Embryos und spielt eine wichtige Rolle bei der Spermienproduktion. Menschen mit einem tendenziell niedrigen Melaninanteil, die zu viel ultraviolette Strahlung abbekommen und nicht vermehrt Folsäure durch die Nahrung aufnehmen, müssen daher mit verminderter Fruchtbarkeit oder einem erhöhten Risiko von Entwicklungsschäden des Kindes rechnen.
Der Melaninanteil der Haut hat dabei auch einen direkten Einfluss auf die Produktion von Vitamin D. Je mehr Melanin in der Haut ist, umso weniger Vitamin D kann produziert werden. Menschen mit einem tendenziell hohen Melaninanteil, die in hohen Breiten leben, können an Vitamin-D-Mangel leiden und können beim Auftreten von Mangelerscheinungen ihre Nahrung entsprechend zusammenstellen. Menschen mit tendenziell niedrigem Melaninanteil neigen weniger schnell zu entsprechenden Mangelerscheinungen und könnten deswegen in den gemäßigten bis polaren Klimazonen einen Selektionsvorteil bzw. keinen Selektionsnachteil gehabt haben.
Die Geschwindigkeit, mit der sich die unterschiedlichen Mutationen in den jeweiligen menschlichen Populationen ausbreiteten, deuten darauf hin, dass in Regionen mit niedriger Sonneneinstrahlung eine starke positive Auslese zugunsten heller Haut stattfand, während in Regionen mit hoher Sonneneinstrahlung die dunkle Hautfarbe dominant wurde. Dennoch muss auch ein weiterer rein genetischer Faktor Auswirkungen haben, denn einige Völker in Afrika, wie die Khoisan, haben eine verhältnismäßig helle Hautfarbe. Die helle Hautfarbe von Europäern und Asiaten ist unabhängig voneinander und geht auf Albinismus-Genorte zurück.

#### Hypothese der Entstehung durch sexuelle Selektion
Der amerikanische Anthropologe und Physiologe Jared Diamond sieht – in Anlehnung an ähnliche Vermutungen Charles Darwins – die Mechanismen sexueller Selektion als wahrscheinlichen Grund für die Ausbildung verschiedener Hautfarben. Danach wirkten die in der frühen Kindheit geprägten Vorlieben darauf hin, dass Menschen sich bei der Partnerwahl tendenziell eher an dem äußeren Erscheinungsbild früherer Bezugspersonen in der Familie und ihrem Umfeld orientieren. Über Generationen hinweg könnte dies zur Entwicklung von Populationen mit ähnlichem Erscheinungsbild geführt haben und auch den merkwürdigen Effekt erklären, warum in klimatisch sehr ähnlichen Regionen mit vergleichbarer Lebensweise der Populationen auch über einen langen Zeitraum hinweg es nicht notwendigerweise zur Entwicklung ähnlicher oder identischer Hautfarben gekommen sei. Die Vermutung der Selektion nach Sexualpartnern wird von Joachim Burger für eine plausible Annahme gehalten, die die erfolgte Aufhellung der Europäer in den letzten 5.000 Jahren gemeinsam mit der Anpassung an Lichtverhältnisse erklären könnte. Verschiedene mögliche Faktoren schließen sich also nicht aus, sondern können sich ergänzt haben.

### Bedeutung im Rassismus
Rassismus geht davon aus, dass Menschen nach Rassen unterteilt werden können. „Rassentheorien“, die etwa seit Kant und der Aufklärung lange einen „Anspruch auf Wissenschaftlichkeit erhoben haben“, greifen „aus einer Vielzahl von zumeist visuell sichtbaren körperlichen Merkmalen einzelne (wie etwa die Hautfarbe)“ heraus, um damit Menschen auf der Grundlage eines somit als „natürlich gegebenen“ und „relevanten Kriteriums“ wie der Hautfarbe auch in ihrem Wesen zu unterscheiden. Außerdem werden dem einzelnen Menschen bestimmte soziale, kulturelle und religiöse Eigenschaften und Verhaltensmuster als „Rassenmerkmale“ zugeschrieben. Die so hergestellten Unterschiede werden, wie Albert Memmi zeigte, in einem Prozess hegemonialer Praxis verallgemeinert, verabsolutiert und gewertet. Ausgehend von einer konstruierten Normsetzung des „Eigenen“ wird das „Andere“ identifiziert und homogenisiert. Den „Anderen“ werden dabei meist negative Eigenschaften zugeordnet.
Im Rassismus wird Hautfarbe meist als „ein-farbig“ dargestellt, obwohl Hautfarbe sich immer in einem Spektrum von Farben bewegt. Die Einteilung von Menschen nach dem nicht immer klar abgrenzbaren Merkmal der Hautfarbe, besonders die grobe Einteilung nach „weiß“ oder „schwarz“, erfolgt damit nach den Kriterien des Biologismus und einer ihm folgenden ideologischen „Essentialisierung“.
Beispielsweise ordnete Carl von Linné, der Begründer der biologischen Systematik, in der 10. Auflage seines Werkes Systema Naturae (1758) die Menschen in vier „Varietäten“ ein. Jeder „Varietät“ schrieb er eine geologische Herkunft, eine Hautfarbe, ein Temperament und eine Körperhaltung zu. Dabei wurde zum Beispiel der weißen Europaeus als sanguinisch und muskulös und der schwarzen Afer als phlegmatisch und schlaff bezeichnet.
Das Konzept der Rasse als einer abgrenzbaren Gruppe von Menschen wird seit Ende des 20. Jahrhunderts als „völlig obsolet“ und wissenschaftlich nicht haltbar bewertet.

### Bedeutung in Wirtschaft und Technik
Wichtige Produkte zur Regulierung der Hautfarbe sind Kosmetika wie Schminke und Sonnenschutz. Mineralischer Ocker wurde schon vor mindestens 60.000 Jahren durch den Menschen genutzt, um die Haut zu färben.

#### Hautaufhellung
Als Mittel zur Hautaufhellung wird die Methode praktiziert, die Haut konsequent möglichst wenig Sonnenlicht auszusetzen. Dies geschieht beispielsweise durch entsprechende Bekleidung, Hüte, Sonnenschirme, Tücher, Gesichtsmasken oder Handschuhe. Daneben existiert eine Vielzahl kosmetischer Produkte zur Hautaufhellung, die zum Teil sehr schädlich sind, etwa das seit der Antike bekannte giftige Bleiweiß. Moderne Produkte enthalten auch Quecksilber. Deshalb ist der Vertrieb in der EU und vielen afrikanischen Staaten, z. B. in Ruanda, verboten.
In Japan wurde als Wirkstoff zur Hautaufhellung die künstliche Verbindung Rucinol entwickelt. Der synthetische Wirkstoff ist bis zu 100-mal wirkungsvoller als Hydrochinon, da es zwei für die Melaninsynthese erforderliche Enzyme hemmt. So wird die allgemeine Melaninsynthese gehemmt und anschließend die Produktion des dunklen Melanins. In der Folge sinkt der Melaningehalt in der Haut.

#### Hautbräunung
Das wohl meistverbreitete Mittel, um die Haut zu bräunen, ist sie vermehrt dem Sonnenlicht auszusetzen. Sonnencremes und ähnliche Produkte werden verwendet, um die damit verbundenen Schädigungen der Haut zu reduzieren. Ersatzweise wird auch künstliches Licht (Solarien) für Sonnenbäder verwendet. Des Weiteren gibt es kosmetische Produkte wie Selbstbräuner.